# Captal de Buch
Als Captal de Buch bezeichnet man die Herren des Captalat de Buch im Süden des Pays de Buch, das das Gebiet südlich des Bassin d’Arcachon mit den Orten Arcachon, La Teste-de-Buch und Gujan-Mestras, im 18. Jahrhundert auch Le Teich, umfasste. Der aus dem Gascognischen stammende Begriff captal bedeutet "Oberhaupt, bedeutender Lehensmann". Er bezeichnete im späten Mittelalter eine Reihe von kleinen Lehensherren in der Umgebung von Bordeaux und Agen. Das bedeutendste Captalat war das von Buch. Vom Mittelalter bis über die Französische Revolution hinaus waren nacheinander vier Familien im Besitz des Captalats:
- 1274–1328 – Das Haus Bordeaux
- 1328–1593 – Das Haus Grailly
- 1593–1713 – Das Haus Nogaret de La Valette
- 1713–1803 – Das Haus Amanieu de Ruat

## Haus Bordeaux
- Pierre Amanieu de Bordeaux († 20. Mai 1300), 1274 Captal de Buch
- Pierre de Bordeaux, genannt „le Massip“, dessen Neffe, Baron de Certes (Audenge), Captal 1300
- Assalhilde de Bordeaux († 1327/28), dessen Schwester, Captale de Buch; ⚭ 1307 Pierre II. de Grailly, 1356 bezeugt, Vicomte de Bénauges et de Castillon

## Haus Grailly
- Pierre II. de Grailly, 1356 bezeugt, Vicomte de Bénauges et de Castillon, 1348 Gründungsmitglied des Hosenbandordens; ⚭ I Assalhilde de Bordeaux, Captale de Buch; ⚭ II Rosemburge de Périgord, Tochter von Hélie de Talleyrand, Comte de Périgord
- Jean II. de Grailly, dessen Sohn aus erster Ehe, 1343 bezeugt, Captal de Buch, Vicomte de Bénauges et de Castillon; ⚭ Blanche de Foix, Tochter von Gaston I., Graf von Foix
- Jean III. de Grailly († 1376), deren Sohn, Captal de Buch, genannt „le grand captal“, 1364 Graf von Nemours, 1369 englischer Comte de Bigorre, Ritter des Hosenbandordens
- Archambaud de Grailly († 1413), Sohn von Pierre II. aus dessen zweiter Ehe, somit kein Nachkomme des Hauses Bordeaux, dennoch, 1365 Vicomte de Castillon et de Gurson, 1376 Captal de Buch (obwohl kein Nachkomme des Hauses Bordeaux) und Vicomte de Bénauges, 1398 Graf von Foix etc.; ⚭ 1380 Isabelle, 1398 Comtesse de Foix et de Bigorre, Vicomtesse de Béarn et de Castelbon etc., Schwester des Grafen Mathieu
- Gaston I. de Foix-Grailly († nach 1455), Captal de Buch, Comte de Bénauges et de (1421) Longueville, Ritter des Hosenbandordens, verkauft das Captalat teilweise an seinen Neffen, den Grafen Gaston IV. de Foix, teilweise an den Grafen Jean de Dunois; ⚭ Marguerite d’Albret, Tochter von Arnaud-Amanieu d’Albret (Haus Albret)
- Jean IV. de Foix-Grailly († 1485), dessen Sohn, Comte de Bénauges, erhält 1461 das Captalat de Buch von König Ludwig XI. zurück, englischer Earl of Kendal (frz. Candale); ⚭ Margaret de la Pole, Tochter von John aus der Familie der Herzöge von Suffolk
- Gaston II. de Foix-Candale († 1500), deren Sohn, Comte de Candale et de Bénauges, Captal de Buch; ⚭ Catherine de Foix, Tochter von Graf Gaston IV. de Foix
- Gaston III. de Foix-Candale, genannt „der Lahme“ („le boiteux“), Captal 1500–1536; ⚭ Mathe, Comtesse d’Astarac, Erbtochter von Jean III.
- Frédéric de Foix-Candale († 1571), Comte de Candale, de Bénauges et d’Astarac, Captal de Buch; ⚭ Françoise de La Rochefoucauld, Tochter des Comte François II.
- Henry de Foix-Candale († 1572), dessen Sohn, Comte de Candale, de Bénauges et d’Astarac, Captal de Buch; ⚭ Marie de Montmorency, Tochter von Anne de Montmorency, Duc de Montmorency
- Henri-François de Foix-Candale (* 1512, † 1594), dessen Onkel, 1576 Bischof von Aire, 1572–1587 Captal de Buch als Vormund der Töchter Henris
- Marguerite de Foix-Candale († 1593), Comtesse de Candale, de Bénauges et d’Astarac, Captale de Buch; ⚭ 1587 Jean Louis de Nogaret de La Valette, 1. Duc d’Èpernon († 1642)

## Haus Épernon
- Jean Louis de Nogaret de La Valette, 1. Duc d’Épernon († 1642), Captal de Buch nach dem Tod seiner Ehefrau als Vormund seines Sohnes; ⚭ Marguerite de Foix-Candale († 1593), Comtesse de Candale, de Bénauges et d’Astarac, Captale de Buch
- Bernard de Nogaret de La Valette, Duc d’Epernon († 1661), deren Sohn; ⚭ I Gabrielle Angélique († 1627), Tochter von König Heinrich IV. und Catherine Henriette de Balzac d’Entragues, Marquise de Verneuil; ⚭ II 1634 Marie de Cambout de Coislin, Tochter von Charles du Cambout, Marquis de Coislin, Nichte des Kardinals Richelieu.

## Haus Foix-Candale
- Jean-Baptiste Gaston de Foix-Candale (X 1646) Comte de Fleix, Testamentserbe, Nachkomme eines jüngeren Bruders Gastons II., 2. Duc de Randan; ⚭ Marie Claire de Bauffremont, 1677 3. Duchesse de Randan († 1680), Tochter von Henri de Bauffremont, Marquis de Sennecey, und Marie Cathérine de La Rochefoucauld, 1. Duchesse de Randan
- Marie de Foix-Candale (* 1665, † 1667), deren Tochter
- Henri-François de Foix-Candale (* 1640, † 1714), deren Onkel, 4. Duc de Randan, Comte de Fleix, Captal de Buch, 1668 abgesetzt, 1684 wieder eingesetzt, verkauft das Captalat 1713 an Jean-Baptiste Amanieu de Ruat; ⚭ Marie Charlotte de Roquelaure, Tochter von Gaston-Jean-Baptiste de Roquelaure, 1. Duc de Roquelaure – keine Nachkommen

## Haus Amanieu de Ruat
- Jean-Baptiste Amanieu de Ruat (* 1676, † 1736), kauft 1713 das Captalat de Buch; ⚭I 1702 Marie-Colombe Bauduer, ⚭ II Dame Dubreuilh de Fonréaux
- François-Alain Amanieu de Ruat (* 1716, † 1776); ⚭ Jeanne Ferrande de Lalande
- François Amanieu de Ruat († 1803), Captal de Buch über die Revolution hinaus, da seine Ansprüche nicht auf feudales Recht gründeten; ⚭ 1773 Blanche de Laroze